# Typhloscolex leuckarti
Typhloscolex leuckarti är en ringmaskart som beskrevs av Reibisch 1895. Typhloscolex leuckarti ingår i släktet Typhloscolex och familjen Typhloscolecidae. Inga underarter finns listade i Catalogue of Life.